# Dover (Tennessee)
Pour les articles homonymes, voir Dover.

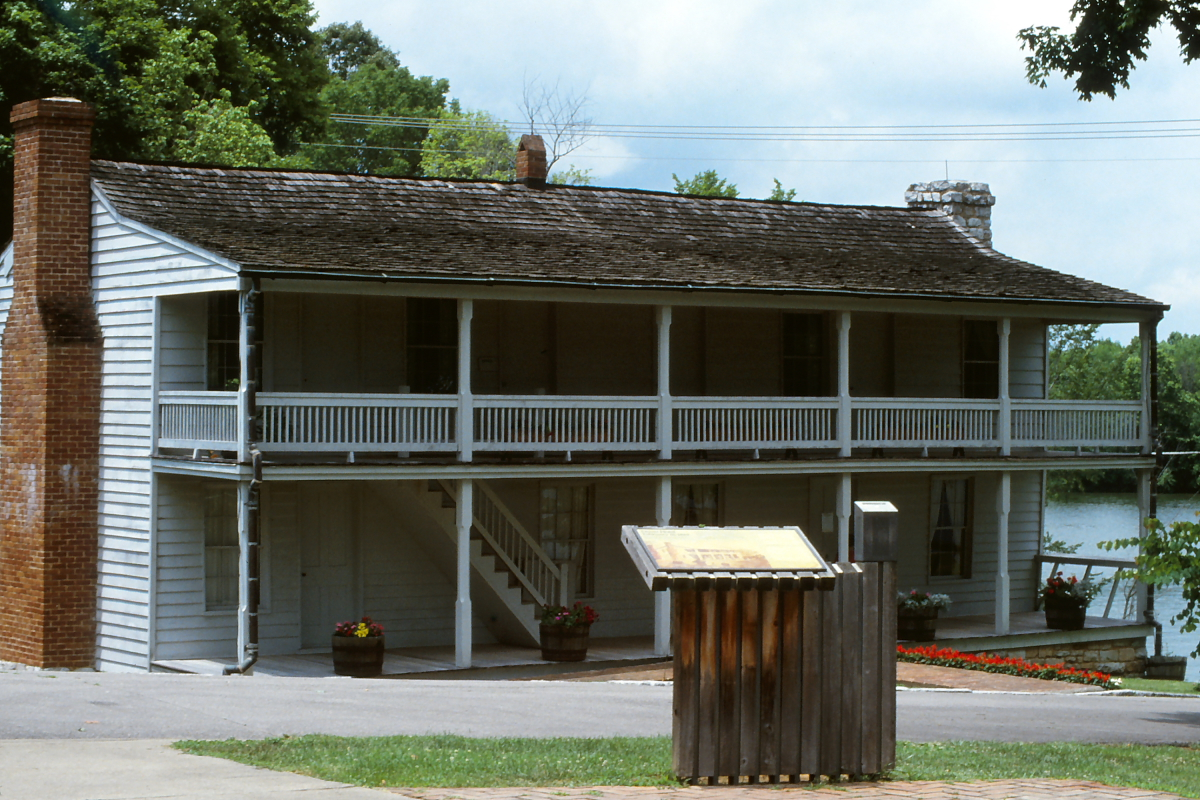
L'hôtel Dover a été le site de la reddition inconditionnelle de General Buckner à General Grant en 1862

Dover est une ville américaine du comté de Stewart, dont elle est le chef-lieu, dans l’agglomération de Clarksville, dans l’État du Tennessee. Selon le recensement de 2000, sa population s’élève à 1 442 habitants (estimée à 1 471 en 2003). Superficie totale : 10,1 km2 (3,9 mi2).
Elle doit son nom au fait que les falaises situées le long de la rivière Cumberland ont rappelé celles de la Dover britannique aux premiers habitants.
Fort Donelson, site d’une victoire majeure de l’Union dans la guerre civile, est situé à l’ouest du centre-ville de Dover et à l’intérieur du parc national du champ de bataille de Fort Donelson.